# سيدريك فيستون
سيدريك فيستون (12 أبريل 1981

 في جزر جوادلوب) (بالفرنسية: Cédrick Fiston)‏ لاعب كرة قدم جوادلوبي ويحمل الجنسية الفرنسية يلعب حاليا لصالح نادي سينتس الجوادلوبي منذ 2006 في مركز المهاجم .
لعب فيستون في أندية باريس سان جيرمان (1999-2001) بوردو (2002-2003) أكاديميكا كويمبرا (2003-2004) يوفينتوس بوينت بيتري (2004-2006) .
شارك فيستون مع منتخب جزر جوادلوب في 7 مباريات دولية مسجلا هدف واحد منذ سنة 2007 .

## وصلات خارجية
- سيدريك فيستون على موقع قاعدة بيانات كرة القدم.إي يو (الإنجليزية)
- سيدريك فيستون على موقع ناشيونال فوتبول تيمز (الإنجليزية)
- سيدريك فيستون على موقع Soccerway.com (الإنجليزية)
- سيدريك فيستون على موقع عالم كرة القدم.نت (الإنجليزية)